# Майкл Пінаар
Еліас Майкл Пінаар (англ. Elias Michael Pienaar; нар. 10 січня 1978, Південно-Західна Африка) — намібійський футболіст, захисник.

## Клубна кар'єра
Футбольну кар'єру розпочав 1999 року у «Рамблерс» (того ж року дебютував у намібійській Прем'єр-лізі), кольори якого захищав до 2008 року (з невеликою перервою, коли Майкл грав в оренді за нижчоліговий південноафриканський клуб). У 2005 році разом з «Рамблерс» завоював національний кубок. У 2008 році перерїхав до ПАР, де виступав за «Карара Кікс» з другого дивізіону чемпіонату ПАР. З серпня 2010 року виступає в намібійській прем'єр-лізі за «Орландо Пайретс» (Віндгук).

## Кар'єра в збірній
Виступав у складі національної збірної Намібії, у футболці якої дебютував 2001 року. На Кубку африканських націй 2008 року виводив національну збірну з капітанською пов'язкою. Зіграв у 3-х матчах: з Марокком (1:5), з Ганою (0:1) та з Гвінеєю (1:1).